# 私は想像する
「私は想像する」（わたしはそうぞうする）は、昆夏美の楽曲。石川智晶が作詞・作曲を手掛けた。昆の1枚目のシングルとして2013年4月17日にTOHO animation RECORDSから発売された。

## 背景
本曲は、テレビアニメ『銀河機攻隊 マジェスティックプリンス』の前期オープニングテーマに起用された。レコーディング直前、石川が作成したデモテープの出来が良すぎたため上手く歌えるか不安だったという。事実生で歌うことが多い昆にとって通しでのレコーディングは難しかったが、石川の指導も手伝い、多くの人に喜ばれる作品に仕上がったという。

## シングルリリース
2013年4月17日にTOHO animation RECORDSから発売された。ジャケットには同アニメの登場人物であるヒタチ・イズル、テオーリア、レッドファイブが描かれている。
2曲目「ココロ」は、昆の本来の声質が生かされたしっとりしたバラードソング。そのためレコーディング時に石川から芝居する様子に喩えられたという。同アニメ第6話の挿入歌として使用された。

## シングル収録内容
| 全作詞・作曲: 石川智晶、全編曲: Zelig works。 |                               |          |            |      |
| #                                             | タイトル                      | 作詞     | 作曲・編曲 | 時間 |
| 1.                                            | 「私は想像する」              | 石川智晶 | 石川智晶   | 4:23 |
| 2.                                            | 「ココロ」                    | 石川智晶 | 石川智晶   | 5:00 |
| 3.                                            | 「私は想像する（Off Vocal）」 | 石川智晶 | 石川智晶   | 4:23 |
| 4.                                            | 「ココロ（Off Vocal）」       | 石川智晶 | 石川智晶   | 4:58 |
| 合計時間:                                     | 合計時間:                     | 18:46    |            |      |

## チャート
| チャート（2013年）                | 最高位 |
| --------------------------------- | ------ |
| オリコン                          | 34     |
| Billboard JAPAN Hot Singles Sales | 38     |